# Subperitonealraum
Der Subperitonealraum oder subperitoneale Raum ist einer von fünf Räumen des kleinen Beckens, unterhalb (Lat. sub = unter) des Peritoneums. Dieser breitet sich aus zwischen Peritoneum parietale und Fascia diaphragmatica pelvis superior. Hier befinden sich, in Bindegewebe eingelagert: Harnblase, Rektum und gegebenenfalls Uterus.